# Galivan
Galivan (ook wel Cosmo Police: Galivan) is een computerspel dat werd ontwikkeld en uitgegeven door Nichibutsu. Het spel kwam in 1985 uit als arcadespel. Later volgde releases voor een aantal homecomputers. Het spel is een kruising tussen een schietspel en een platformspel. Elk schot verminderd de levenskracht. Als dit te ver afneemt verliest de speler het wapen en als de levenskracht nul is verliest de speler een leven. Aan het einde van elk level moet de speler een eindbaas in de vorm van een alien verslaan.

## Platforms
| Jaar | Platform                               |
| ---- | -------------------------------------- |
| 1985 | Arcade                                 |
| 1986 | Amstrad CPC, Commodore 64, ZX Spectrum |
| 1988 | NES                                    |

## Ontvangst
| Beoordeeld door                | Jaar | Platform     | Score |
| ------------------------------ | ---- | ------------ | ----- |
| ASM (Aktueller Software Markt) | 1986 | ZX Spectrum  | 38%   |
| ASM (Aktueller Software Markt) | 1986 | Amstrad CPC  | 38%   |
| ASM (Aktueller Software Markt) | 1986 | Commodore 64 | 38%   |
| Happy Computer                 | 1986 | Amstrad CPC  | 35%   |